# Amegilla sumatrana
Amegilla sumatrana är en biart som beskrevs av Maurits Anne Lieftinck 1956. Amegilla sumatrana ingår i släktet Amegilla och familjen långtungebin. Inga underarter finns listade i Catalogue of Life.